# Gerhard Stolze
Gerhard Stolze (ur. 1 października 1926 w Dessau, zm. 11 marca 1979 w Garmisch-Partenkirchen) – niemiecki śpiewak operowy, tenor.

## Życiorys
Zmobilizowany do wojska w czasie II wojny światowej, po jej zakończeniu początkowo występował w Dreźnie jako aktor, jednocześnie ucząc się śpiewu. Debiutował w 1949 roku na deskach Opery Drezdeńskiej jako Augustin Moser w Śpiewakach norymberskich Richarda Wagnera. Od 1951 roku przez dziesięć kolejnych sezonów gościł na festiwalu w Bayreuth, gdzie zasłynął jako odtwórca roli Mimego w cyklu Pierścień Nibelunga. W latach 1953–1961 związany był z berlińską Staatsoper Unter den Linden. Śpiewał także w Operze Wiedeńskiej. W 1968 roku debiutował na deskach nowojorskiej Metropolitan Opera. Poza repertuarem wagnerowskim występował także w repertuarze współczesnym, kreował rolę Szatana w prapremierowym przedstawieniu Le Mystère de la Nativité Franka Martina (1960).